# Lisbeth Hummel
Lisbeth Hummel (Copenhague, 1952) es una actriz danesa, reconocida principalmente por su papel protagónico en el controversial filme La bestia (1975), dirigido por Walerian Borowczyk. También participó en los filmes La bella e la bestia (1977) y Le diaboliche (1987), ambas dirigidas por su esposo Luigi Russo.
En 2018 participó en el documental Love Express: The Disappearance of Walerian Borowczyk.

## Filmografía

### Cine
- 1974 - Serre-moi contre toi, j'ai besoin de caresses
- 1974 - La fiebre de los sentidos
- 1974 - Juego de tres esposas liberadas
- 1975 - La bestia[6]
- 1977 - La bella e la bestia
- 1977 - L'aigle et la colombe
- 1979 - Dolly il sesso biondo
- 1985 - Una donna senza nome
- 1987 - Le diaboliche

### Televisión
- 1976 - Largues les amarres!